# Wog
Wog  es una expresión peyorativa del inglés usada para designar a extranjeros de cabello oscuro.
En Australia es usada para referirse a aquellas personas de origen diferente al anglosajón, especialmente personas de origen mediterráneo como los greco-australianos e italo-australianos especialmente en zonas con grandes poblaciones mediterráneas como Melbourne y Sídney. El insulto se usó ampliamente en Australia con un aumento en la inmigración de Grecia e Italia después de la Segunda Guerra Mundial, y el término se expandió para incluir a todos los inmigrantes de la región mediterránea. La mayoría de la población anglosajona percibía a estos grupos étnicos más recientes como diferentes a los australianos. A medida que la nación se modernizó y adoptó una política de multiculturalismo e inmigración, los australianos de ascendencia mediterránea son tan australianos como los anglosajones australianos.
El significado de la palabra wog se hizo bastante popular en la década de 1950 cuando Australia aceptó un gran número de inmigrantes del sur de Europa. Aunque originariamente peyorativo, el término se ha venido utilizando últimamente de modo familiar para demostrar afecto. Wog se utiliza en el inglés australiano de la misma manera que "gringo" en Latinoamérica y raramente se considera como un insulto a diferencia de otros países de la angloesfera.
La aceptación de este término en Australia se debe a la popularidad en la década de 1990 de la serie de televisión Wogs Out of Work (Wogs sin trabajo) protagonizado por australianos de origen griego como Nick Giannopoulos, George Kapiniardis, Mary Coustas y el español Simón Palomares. Otras producciones similares fueron Acrópolis Now y la película de cine Wog boy.
La palabra wog tuvo su origen durante el periodo colonial del imperio británico cuando se usaba para designar a los nativos del Norte de África, India y el Mediterráneo. Algunos diccionarios de lengua inglesa sugieren que en origen la palabra WOG puede ser un acrónimo basado en Western Oriental Gentleman: caballero oriental occidentalizado, pero esta explicación carece de pruebas que la sustenten y ha quedado prácticamente descartada. El origen admitido como más probable es la contracción de golliwogg: un personaje infantil de cara negra de 1885, aunque también se sugiere como origen la palabra pollywog (alguien que no ha cruzado el ecuador). También podría estar su origen en las letras que llevaban los trabajadores nativos egipcios del Canal de Suez: WOGS ( Worker on Government Service - Trabajador al Servicio del Gobierno)
- Datos: Q11705345